# Georg Basilbauer
 (mars 2008).
Si vous disposez d'ouvrages ou d'articles de référence ou si vous connaissez des sites web de qualité traitant du thème abordé ici, merci de compléter l'article en donnant les références utiles à sa vérifiabilité et en les liant à la section « Notes et références ».
Georg Basilbauer dit Georges Basile (1885 à Berne - 1954) est un philologue suisse.

## Biographie
Il entre en 1919 à l'université de Zurich avec un écrit fondateur[réf. nécessaire] Éléments de grammaire aryenne dans les langues sémitiques. À la suite de sa rencontre avec Gustav Roger, de l'université de Wavre, ils fondent ensemble un nouveau concept celui du matérialisme empirique. Toutefois, c'est seul que Gustav Roger publie ce livre car très vite Georg Basilbauer s'intéresse à l'histoire et publie en 1937 De la diaspora aryenne en Europe.
À la suite d'un colloque qui a lieu en Italie, il rencontre Dimitri Boronov de l'Université de Kiev et Giuseppe Panicci de l'Université de Naples qui partagent son opinion[réf. nécessaire]. Toutefois, la rupture devient complète avec Dimitri Boronov en 1940 puisque la question slave est leur sujet de dispute : en effet, Georges Basile considère que les Slaves seraient inférieurs aux Aryens européens[réf. nécessaire].
Durant la guerre, Georg Basilbauer adhère publiquement aux idées hitlériennes et rédige un ouvrage qui marquera les mémoires[réf. nécessaire]: Pour un Anschluss helvète publié en 1942 en Belgique.
Mais après cette publication, le mystère demeure entier puisque plus personne ne sait ce qu'est devenu Basilbauer. Toutefois, il semblerait qu'il serait mort à Buenos Aires en 1954. Pourtant, un doute subsiste: Dimitri Boronov présent en 1961 à Cuba atteste l'avoir croisé sur place. Mais sa présence n'est attestée nulle part ailleurs.